# کنجی هامادا
کنجی هامادا (انگلیسی: Kenji Hamada; ۱۲ آوریل ۱۹۷۲ –) صداپیشه، و بازیگر اهل ژاپن بود. وی از سال ۱۹۹۸ میلادی تاکنون مشغول فعالیت بوده‌است.